# Scott Keach
Pour les articles homonymes, voir Keach.
Scott Keach, né le 21 avril 1965 à Launceston, est un cavalier australien de concours complet.
Il est médaillé de bronze du Championnat du monde de concours complet en 1986 et participe à deux Jeux olympiques, en 1988 et 2016.